# Dactylispa brachycera
Dactylispa brachycera là một loài bọ cánh cứng trong họ Chrysomelidae. Loài này được Gestro miêu tả khoa học năm 1914.